# Жакото, Мари-Виктуар
Мари-Виктуар Жакото (фр. Marie-Victoire Jaquotot; 15 января 1772, Париж — 27 апреля 1855, Тулуза) — французская художница по фарфору.

## Биография и творчество
Мари-Виктуар Жакото родилась в 1772 году в Париже. Её учителем был художник Этьен-Шарль Леге, считавшийся одним из лучших художников Севрской фарфоровой мануфактуры в начале XIX века. С 1801 по 1842 год Мари-Виктуар также работала на мануфактуре в Севре, и в 1816 году получила почётный титул «первого королевского художника по фарфору». Это позволило ей открыть собственную мастерскую, где она на протяжении более двух десятилетий обучала художников, преимущественно женщин, росписи по фарфору.
В 1829 году Александр-Теодор Броньяр, стоявший во главе Севрской мануфактуры, исключительно лестным образом отзывался о таланте художницы: по его словам, росписи Жакото по фарфору достигают совершенства, с которым не способно сравниться ничего из создававшегося до неё. Художница вела блестящий образ жизни, принимая в своей мастерской таких знаменитостей своей эпохи, как Доминик-Виван Денон, Жорж Кювье и мадам Рекамье.
С 1808 по 1836 год работы Мари-Виктуар Жакото демонстрировались в Парижском салоне. В собрании Лувра находится своеобразный экспонат, в создании которого принимала участие художница, — ларчик для хранения табакерки короля Людовика XVIII, созданный художниками Севрской мануфактуры. В нём предусмотрено пространство для хранения миниатюр, которые создала Мари-Виктуар Жакото — в общий сложности 48, хотя одновременно в ларчик помещается лишь 24. Все эти миниатюры, вызывавшие восхищение современников и сохранившиеся до наших дней, представляют собой копии портретов монархов, написанных известными художниками.
Мари-Виктуар Жакото умерла в Тулузе 27 апреля 1855 года.